# Europees kampioenschap basketbal mannen 1951
Eurobasket 1951 is het zevende gehouden Europees Kampioenschap basketbal. Eurobasket 1951 werd georganiseerd door FIBA Europe. Achttien landen die ingeschreven waren bij de FIBA, namen deel aan het toernooi dat gehouden werd in 1951 te Parijs, Frankrijk. Het basketbalteam van de Sovjet-Unie werd de uiteindelijke winnaar.

## Eindklassement
1. Sovjet-Unie
2. Tsjecho-Slowakije
3. Frankrijk
4. Bulgarije
5. Italië
6. Turkije
7. België
8. Griekenland
9. Finland
10. Nederland
11. Oostenrijk
12. Bondsrepubliek Duitsland
13. Zwitserland
14. Denemarken
15. Portugal
16. Schotland
17. Luxemburg
18. Roemenië

## Resultaten

### Voorronde
De voorronde bestond uit achttien teams ingedeeld in vier groepen (twee van vijf en twee van vier). Nadat Roemenië zich terugtrok, ontstond er één groep van drie teams. Elk team speelde een wedstrijd tegen een groepsgenoot. De nummers 1 en 2 van alle groepen gingen door naar de tweede groepsfase die de uiteindelijke nummers 1 t/m 8 zou bepalen. Alle overige landen in de initiële groepsfase (met uitzondering van Denemarken en Luxemburg) gingen door naar de classificatieronde die de uiteindelijke nummers 9 t/m 16 zou bepalen.

#### Groep A
| Plaats | Land        | Pnt | W | V | PV  | PT  | Verschil |
| ------ | ----------- | --- | - | - | --- | --- | -------- |
| 1      | Italië      | 7   | 3 | 1 | 233 | 132 | +101     |
| 2      | Frankrijk   | 7   | 3 | 1 | 232 | 146 | +86      |
| 3      | Nederland   | 7   | 3 | 1 | 172 | 177 | −5       |
| 4      | Zwitserland | 5   | 1 | 3 | 180 | 214 | −34      |
| 5      | Luxemburg   | 4   | 0 | 4 | 114 | 262 | −148     |

| Frankrijk   | 49 - 37 | Italië      |
| Nederland   | 50 - 48 | Frankrijk   |
| Frankrijk   | 72 - 26 | Luxemburg   |
| Frankrijk   | 63 - 33 | Zwitserland |
| Italië      | 53 - 28 | Nederland   |
| Luxemburg   | 20 - 76 | Italië      |
| Italië      | 67 - 35 | Zwitserland |
| Luxemburg   | 32 - 46 | Nederland   |
| Zwitserland | 44 - 48 | Nederland   |
| Luxemburg   | 36 - 68 | Zwitserland |

#### Groep B
| Plaats | Land        | Pnt | W | V | PV  | PT  | Verschil |
| ------ | ----------- | --- | - | - | --- | --- | -------- |
| 1      | Sovjet-Unie | 8   | 4 | 0 | 312 | 117 | +195     |
| 2      | Turkije     | 7   | 3 | 1 | 227 | 154 | +73      |
| 3      | Finland     | 6   | 2 | 2 | 175 | 180 | −5       |
| 4      | Oostenrijk  | 5   | 1 | 3 | 112 | 200 | −88      |
| 5      | Denemarken  | 4   | 0 | 4 | 94  | 269 | −175     |

| Sovjet-Unie | 58 - 34  | Turkije     |
| Denemarken  | 13 - 109 | Sovjet-Unie |
| Sovjet-Unie | 71 - 34  | Oostenrijk  |
| Finland     | 36 - 74  | Sovjet-Unie |
| Turkije     | 83 - 36  | Denemarken  |
| Oostenrijk  | 18 - 50  | Turkije     |
| Turkije     | 60 - 42  | Finland     |
| Denemarken  | 26 - 33  | Oostenrijk  |
| Finland     | 44 - 19  | Denemarken  |
| Oostenrijk  | '27 - 53 | Finland     |

#### Groep C
| Plaats | Land        | Pnt | W | V | PV  | PT  | Verschil |
| ------ | ----------- | --- | - | - | --- | --- | -------- |
| 1      | Bulgarije   | 6   | 3 | 0 | 147 | 70  | +77      |
| 2      | Griekenland | 5   | 2 | 1 | 121 | 103 | +18      |
| 3      | Portugal    | 4   | 1 | 2 | 69  | 158 | −89      |
| 4      | Roemenië    | 0   | 0 | 3 | 0   | 6   | −6       |

| Griekenland | 38 - 68          | Bulgarije   |
| Portugal    | 35 - 81          | Griekenland |
| Griekenland | 2 - 0 (walkover) | Roemenië    |
| Bulgarije   | 77 - 32          | Portugal    |
| Bulgarije   | 2 - 0 (walkover) | Roemenië    |
| Portugal    | 2 - 0 (walkover) | Roemenië    |

#### Groep D
| Plaats | Land                     | Pnt | W | V | PV  | PT  | Verschil |
| ------ | ------------------------ | --- | - | - | --- | --- | -------- |
| 1      | België                   | 6   | 3 | 0 | 208 | 81  | +127     |
| 2      | Tsjecho-Slowakije        | 5   | 2 | 1 | 203 | 99  | +104     |
| 3      | Bondsrepubliek Duitsland | 4   | 1 | 2 | 117 | 157 | −40      |
| 4      | Schotland                | 3   | 0 | 3 | 68  | 259 | −191     |

| Tsjecho-Slowakije        | 38 - 51  | België                   |
| Schotland                | 18 - 103 | Tsjecho-Slowakije        |
| Tsjecho-Slowakije        | 62 - 30  | Bondsrepubliek Duitsland |
| België                   | 87 - 25  | Schotland                |
| Bondsrepubliek Duitsland | 18 - 70  | België                   |
| Schotland                | 25 - 69  | Bondsrepubliek Duitsland |

### Kwalificatiewedstrijd
De twee landen die op de vijfde plaats eindigde, Denemarken en Luxemburg, moesten één wedstrijd tegen elkaar spelen. De winnaar ging naar de classificatieronde, de verliezer werd 17e.
| Denemarken | 46 - 45 | Luxemburg |

### Classificatieronde 1
De acht landen die doorgingen naar de clasificatieronde werden in twee groepen van vier verdeeld. Ieder land speelde een wedstrijd tegen een groepsgenoot. De nummers 1 en 2 gingen door naar de wedstrijden om de 9e, 10e, 11e en 12e plaats. De nummers 3 en 4 gingen door naar de wedstrijden om de 13e, 14e, 15e en 16e plaats.

#### Groep 1
| Plaats | Land                     | Pnt | W | V | PV  | PT  | Verschil |
| ------ | ------------------------ | --- | - | - | --- | --- | -------- |
| 1      | Oostenrijk               | 6   | 3 | 0 | 118 | 102 | +16      |
| 2      | Bondsrepubliek Duitsland | 4   | 1 | 2 | 132 | 129 | +3       |
| 3      | Zwitserland              | 4   | 1 | 2 | 134 | 136 | −2       |
| 4      | Portugal                 | 4   | 1 | 2 | 122 | 139 | −17      |

| Bondsrepubliek Duitsland | 47 - 39 | Portugal                 |
| Oostenrijk               | 39 - 37 | Bondsrepubliek Duitsland |
| Zwitserland              | 51 - 48 | Bondsrepubliek Duitsland |
| Portugal                 | 31 - 43 | Oostenrijk               |
| Zwitserland              | 49 - 52 | Portugal                 |
| Zwitserland              | 34 - 36 | Oostenrijk               |

#### Groep 2
| Plaats | Land       | Pnt | W | V | PV  | PT  | Verschil |
| ------ | ---------- | --- | - | - | --- | --- | -------- |
| 1      | Finland    | 6   | 3 | 0 | 201 | 119 | +82      |
| 2      | Nederland  | 5   | 2 | 1 | 162 | 111 | +51      |
| 3      | Denemarken | 4   | 1 | 2 | 99  | 158 | −59      |
| 4      | Schotland  | 3   | 0 | 3 | 101 | 175 | −74      |

| Finland    | 66 - 52 | Nederland |
| Schotland  | 32 - 73 | Finland   |
| Denemarken | 35 - 62 | Finland   |
| Nederland  | 55 - 28 | Schotland |
| Denemarken | 17 - 55 | Nederland |
| Denemarken | 47 - 41 | Schotland |

### Classificatieronde 2

#### Classificatie 13-16
| Denemarken  | 46 - 39 | Portugal  |
| Zwitserland | 68 - 19 | Schotland |

##### Classificatie 15/16
| Portugal | 49 - 42 | Schotland |

##### Classificatie 13/14
| Denemarken | 22 - 54 | Zwitserland |

#### Classificatie 9-12
| Finland    | 67 - 56 | Bondsrepubliek Duitsland |
| Oostenrijk | 28 - 44 | Nederland                |

##### Classificatie 11/12
| Bondsrepubliek Duitsland | 49 - 51 | Oostenrijk |

##### Classificatie 9/10
| Finland | 57 - 52 | Nederland |

### Tweede groepsfase
De acht landen die doorgingen naar de tweede groepsfase werden in twee groepen van vier verdeeld. Ieder land speelde een wedstrijd tegen een groepsgenoot. De nummers 1 en 2 gingen door naar de halve finale. De nummers 3 en 4 gingen door naar de wedstrijden om de 5e, 6e, 7e en 8e plaats.

#### Groep 1
| Plaats | Land      | Pnt | W | V | PV  | PT  | Verschil |
| ------ | --------- | --- | - | - | --- | --- | -------- |
| 1      | Frankrijk | 5   | 2 | 1 | 149 | 140 | +9       |
| 2      | Bulgarije | 5   | 2 | 1 | 152 | 142 | +10      |
| 3      | Turkije   | 5   | 2 | 1 | 125 | 124 | +1       |
| 4      | België    | 3   | 0 | 3 | 122 | 142 | −20      |

| België    | 41 - 51 | Bulgarije |
| Turkije   | 38 - 32 | België    |
| Frankrijk | 53 - 49 | België    |
| Bulgarije | 52 - 45 | Turkije   |
| Frankrijk | 56 - 49 | Bulgarije |
| Frankrijk | 40 - 42 | Turkije   |

#### Groep 2
| Plaats | Land              | Pnt | W | V | PV  | PT  | Verschil |
| ------ | ----------------- | --- | - | - | --- | --- | -------- |
| 1      | Sovjet-Unie       | 6   | 3 | 0 | 175 | 121 | +54      |
| 2      | Tsjecho-Slowakije | 5   | 2 | 1 | 157 | 127 | +30      |
| 3      | Italië            | 4   | 1 | 2 | 140 | 177 | −37      |
| 4      | Griekenland       | 3   | 0 | 3 | 133 | 180 | −47      |

| Sovjet-Unie       | 60 - 42 | Italië            |
| Tsjecho-Slowakije | 37 - 53 | Sovjet-Unie       |
| Griekenland       | 42 - 62 | Sovjet-Unie       |
| Italië            | 34 - 66 | Tsjecho-Slowakije |
| Griekenland       | 51 - 64 | Italië            |
| Griekenland       | 40 - 54 | Tsjecho-Slowakije |

### Finales

#### Classificatie 5-8
| Italië  | 48 - 36 | België      |
| Turkije | 42 - 36 | Griekenland |

##### Classificatie 7/8
| België | 39 - 28 | Griekenland |

##### Classificatie 5/6
| Italië | 43 - 38 | Turkije |

#### Halve Finale
| Frankrijk   | 50 - 59 | Tsjecho-Slowakije |
| Sovjet-Unie | 72 - 54 | Bulgarije         |

##### Wedstrijd om bronzen medaille
| Frankrijk | 55 - 52 | Bulgarije |

##### Finale kampioenschap
| Tsjecho-Slowakije | 44 - 45 | Sovjet-Unie |

| Eurobasket 1951 winnaar  |
| ------------------------ |
| Sovjet-Unie Tweede titel |